# Знак (ТВ серија)
Знак је југословенска телевизијска серија снимљена 1986. године у продукцији ТВ Сарајево.

## Улоге
| Глумац           | Улога |
| ---------------- | ----- |
| Сеид Мемић Вајта | Вајта |
| Бранко Ђурић     | Ђуро  |
| Сенад Башић      |       |
| Адмир Гламочак   |       |
| Аднан Палангић   |       |
| Саша Петровић    |       |
| Зоран Станишић   |       |

Комплетна ТВ екипа ▼
| Редитељ    | Милан Билбија  |
| Сценариста | Младен Матерић |